# إيريتشيم
إيريتشيم (بالبرتغالية: Erechim‏) وهي مدينة تقع جنوب البرازيل في ولاية ريو غراندي دو سول ويبلغ عدد سكانها 97,916 نسمة وتبلغ مساحة المدينة 431 كلم مربع وتعتبر المدينة 17 في الولاية من حيث عدد السكان.

## أعلام
- غيلمار رينالدي
- أليساندرا أمبروسيو
- ماتيوس ريبيرو
- رافائيل سوبيس
- باولو سيزار كاربجياني